# 血肉森林
《血肉森林》（英語：Cabin Fever）是一部2002年的美國恐怖喜劇電影，由艾利·羅斯共同編劇和導演（本片是他的導演處女作），萊德·斯特朗、喬登·蕾德、詹姆斯·迪巴洛、瑟琳娜·文森、喬伊·克恩和朱賽佩·安德魯斯主演。故事講述了一群大學畢業生在樹林裡租了一間小屋，並開始成為食肉病毒的受害者。影片故事的靈感來自羅斯在冰岛旅行期間患上皮膚感染的真實經歷。

## 剧情
亨利在樹林裡散步，发现他的狗死於血液感染，他自己因接觸他狗的血也被感染。與此同時，大學生傑夫、馬西、保羅、卡倫和伯特去一個偏遠的小屋度假慶祝春假。伯特離開去打松鼠，但不小心開槍打傷了已毀容且血淋淋的亨利。儘管亨利請求幫助，伯特還是逃跑了，對這件事保持沉默。
那天晚上，學生們聚集在篝火旁，友好的流浪汉格里姆和他的寵物狗“曼博医生”也加入了他們的行列。下雨時，格里姆帶著他的狗離開去收拾他的東西。當學生們等待格里姆時，亨利却回來了，請求幫助。伯特发现来者是亨利后，马上关上门，亨利则一邊吐血一邊偷他们的車。當亨利接近馬西和卡倫時，保羅不小心点火烧了亨利。第二天，在尋求幫助時，傑夫和伯特遇到了一個屠夫，但在得知她是亨利的亲戚後離開了。保羅得到了副警官溫斯頓的幫助，他答應派一輛拖車過來。保羅想要安慰卡倫，卡倫因亨利被殺而心煩意亂。讓她平靜下來後，保羅企图與她發生性關係。當他把手伸到她的兩腿之間時，他發現感染已經擴散到她的腹股溝。其他人將她隔離在一個棚子裡。
修好卡車後，伯特咳出了血，但沒有告訴其他人以免引起恐慌。保羅和傑夫發現伯特感染了這種疾病後，他自己一个人開車離開了。傑夫拿著剩下的啤酒離開大家，害怕被感染。伯特在一家便利店尋求幫助，但店主的兒子丹尼斯咬了他一口，店主被激怒了，因为害怕他传染给儿子。伯特开车逃跑，被丹尼斯的父親和兩個朋友追趕。在小屋裡，马西擔心他們都會感染這種疾病。保羅安慰她，两人冲动地發生了性關係。對這件事感到後悔的保羅離開了，而馬西則哭著洗澡。當她刮腿毛時，肉開始剝落，她驚慌地跑到外面，結果被曼博医生活活吃掉了。
保羅發現亨利的屍體漂浮在水庫中，並意識到感染正在通過供水系統傳播。回到小屋後，保羅發現马西的遺體，曼博医生正在啃食卡倫。保羅用伯特的槍殺死曼博医生，然后出於憐憫用鏟子打死卡倫。垂死的伯特还在被丹尼斯的父親和他的兩個同伴追趕，回到小屋后被杀死，随即保羅又殺死了他們三個。保羅外出尋找傑夫，途中在一個山洞裡找到了格里姆的屍體。保羅開著便利店的卡車，在開車時發現自己被感染了，之后不小心撞到了一只鹿。保羅随后遇到了正在與一群未成年人喝酒的溫斯頓。保羅要求乘車去醫院，但在離開之前，对讲机里传来指令，声称有幾個殺人魔感染了皮膚病，如果遇上就當場格殺勿論。
保羅把温斯顿打倒在地，跑向繁忙的街道，試圖搭便車，但失去了知覺。一輛路過的車輛停下來接他，然後把他送到醫院。醫生要求溫斯頓將他送往另一家醫療機構。
一直躲在樹林裡喝酒的傑夫第二天回到了小屋。看到朋友的遺體後哭了起来，但當他意識到自己是唯一的倖存者時變得欣喜若狂。他舉起雙臂欢呼胜利，走出屋外后被警察殺死，与伯特和卡倫的尸体一起被燒毀。治安官問溫斯頓他是否把保羅处理掉了。
一個男孩和一個女孩從湖里為他們的檸檬水攤取水，卻沒有意識到湖里泡着已經奄奄一息的保羅，水現在已經被污染了。治安官和他的副手們在孩子們的祖父開的便利店停下來，他們在那裡買了幾杯用受污染的水做成的檸檬水。

## 演员
- 萊德·斯特朗 饰 保罗
- 喬登·蕾德（英语：Jordan Ladd） 饰 卡伦
- 詹姆斯·迪巴洛 饰 伯特
- 瑟琳娜·文森（英语：Cerina Vincent） 饰 马西
- 喬伊·克恩（英语：Joey Kern） 饰 杰夫
- 阿里·維文（英语：Arie Verveen） 饰 亨利
- 朱賽佩·安德魯斯（英语：Giuseppe Andrews） 饰 温斯顿
- 艾利·羅斯 饰 贾斯廷 / 格里姆[3]
- 亚当·罗思 饰 快樂的禿頭
- 罗伯特·哈里斯 饰 老人卡德韦尔
- 哈尔·考特尼 饰 汤米